# Объединённая германская команда на зимних Олимпийских играх 1960
На Зимних Олимпийских играх 1960 года Объединённая германская команда, в которой совместно выступали спортсмены из ГДР, ФРГ и Западного Берлина, включала в себя 74 спортсмена (56 мужчины, 18 женщин), выступавших в 8 видах спорта. Они завоевали 4 золотых, 3 серебряных и 1 бронзовую медали, что вывело команду на 2-е место в неофициальном командном зачёте.

## Медалисты
| Медаль  | Спортсмен                        | Вид спорта         | Дисциплина                         |
| ------- | -------------------------------- | ------------------ | ---------------------------------- |
| Золото  | Хайди Библь                      | Горнолыжный спорт  | Женщины, скоростной спуск          |
| Золото  | Георг Тома                       | Лыжное двоеборье   | Мужчины, индивидуальное первенство |
| Золото  | Хельмут Рекнагель                | Прыжки с трамплина | Мужчины, обычный трамплин          |
| Золото  | Хельга Хазе                      | Конькобежный спорт | Женщины, 500 м                     |
| Серебро | Ханс-Петер Ланиг                 | Горнолыжный спорт  | Мужчины, скоростной спуск          |
| Серебро | Марика Килиус Ханс-Юрген Боймлер | Фигурное катание   | Спортивные пары                    |
| Серебро | Хельга Хазе                      | Конькобежный спорт | Женщины, 1000 м                    |
| Бронза  | Барби Хеннебергер                | Горнолыжный спорт  | Женщины, слалом                    |